# Агата Крісті
Да́ма Ага́та Ме́рі Клари́сса Крі́сті, ле́ді Малло́вен, уроджена Мі́ллер (англ. Dame Agatha Mary Clarissa Christie, Lady Mallowan, née Miller; публікувалася під власним ім'ям і під псевдонімом Ме́рі Ве́стмакотт, англ. Mary Westmacott; 15 вересня 1890, Торкі, Девон — 12 січня 1976, Воллінгфорд, Оксфордшир) — англійська письменниця, одна з найвідоміших у світі представниць детективного жанру, авторка класичних персонажів детективної літератури — Еркюля Пуаро та міс Марпл.
За кількістю перекладів (понад 100 мовами світу) і сумарним накладом друкованих видань (понад 2 млрд примірників) книги Агати Крісті станом на 2012 рік посіли третє місце в історії після Біблії та творів Вільяма Шекспіра. Крім того, драматургічним творам письменниці належить рекорд за найбільшим в історії числом театральних постановок. П'єса Крісті «Мишоловка», уперше поставлена 1952 року, дотепер безупинно демонструється на сценах Лондона.

## Життєпис

### Дитинство та перший шлюб

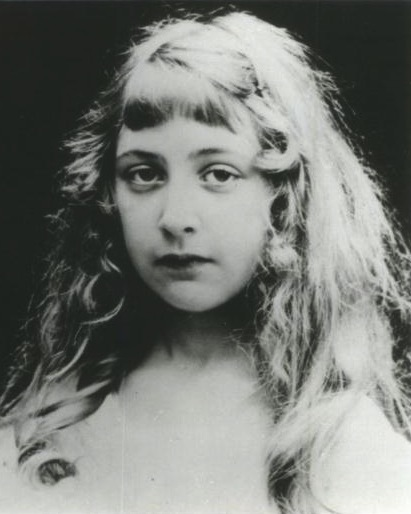
Агата Крісті у дитинстві

Агата Мері Кларисса Міллер народилася 15 вересня 1890 року в місті Торкі (графство Девон). Її батьки були заможними переселенцями з США. Вона була молодшою дочкою в сім'ї Міллер. У сім'ї Міллерів було ще двоє дітей: донька Маргарет Фрері (1879—1950) і син Луїс Монтан («Монті», 1880—1929). Агата отримала гарну домашню освіту — зокрема, музичну, — і тільки страх перед сценою завадив їй стати професійним виконавцем.
Під час Першої світової війни Агата працювала медсестрою в госпіталі. Їй подобалася ця професія і вона відгукувалася про неї, як про «одну з найкорисніших професій, якою може займатися людина». Вона також працювала фармацевтом в аптеці, що відбилося згодом на її творчості: 83 злочини в її творах були здійснені за допомогою отруєння.
Агата Крісті на Різдво 1914 року одружилася з полковником Арчибальдом Крісті, в якого була закохана вже кілька років, ще коли він був лейтенантом. Народила дочку Розалінду. Цей період став початком творчого шляху Агати Крісті. У 1920 році опублікований перший роман Крісті — «Таємнича пригода в Стайлзі». Є припущення, що причиною звернення Крісті до детективного жанру була суперечка зі старшою сестрою Мардж (яка вже проявила себе як літератор), що вона теж зможе створити щось гідне публікації. Тільки в сьомому за рахунком видавництві рукопис надрукували тиражем 2000 примірників. Письменниця-початківець отримала 25 фунтів стерлінгів гонорару.

### Зникнення
У 1926 році померла мати Агати. Наприкінці того ж року чоловік Агати Крісті Арчибальд зізнався у невірності і попросив розлучення, оскільки закохався у свою колегу з гольфу Ненсі Ніл. Після сварки на початку грудня 1926 року Агата зникла зі свого будинку у Беркширі, залишивши листа до свого секретаря, у якому стверджувала, що попрямувала в Йоркшир. Її зникнення викликало гучний суспільний резонанс, оскільки в письменниці вже з'явилися шанувальники її творчості. Протягом одинадцяти днів про місцезнаходження Крісті нічого не було відомо.
Знайшли автомобіль Агати, в салоні якого виявили її шубку. За кілька днів розшукали саму письменницю. Як виявилося, Крісті зареєструвалася під іменем Тереза Ніл у невеликому спа-готелі «Свон Гайдропатік» (англ. Swan Hydropathic Hotel; тепер «Олд Свон», англ. Old Swan Hotel). Крісті ніяк не пояснила своє зникнення, а двоє лікарів діагностували у неї амнезію, яку спричинила закрита черепно-мозкова травма. Причини зникнення Агати Крісті проаналізував британський психолог Ендрю Норманом у своїй книзі «Завершений портрет» (англ. The Finished Portrait), де він, зокрема, стверджував, що гіпотеза травматичної амнезії не витримує жодної критики, оскільки поведінка Агати Крісті свідчила про зворотне: вона зареєструвалася в готелі під прізвищем коханки чоловіка, час проводила за грою на фортепіано, спа-процедурами, відвідуванням бібліотеки. Все ж, вивчивши всі свідчення, Норман прийшов до висновку, що мала місце дисоціативна фуга, яку спричинив тяжкий психічний розлад.
За іншою версією зникнення Крісті задумала навмисне, щоб помститися чоловікові, якого поліція неминуче запідозрила б у вбивстві.
Шлюб Арчибальда та Агати Крісті закінчився розлученням в 1928 році.
У своєму романі «Незавершений портрет», опублікованому 1934 року під псевдонімом Мері Вестмакотт, Крісті описала події, схожі на її власне зникнення.

### Другий шлюб та пізні роки

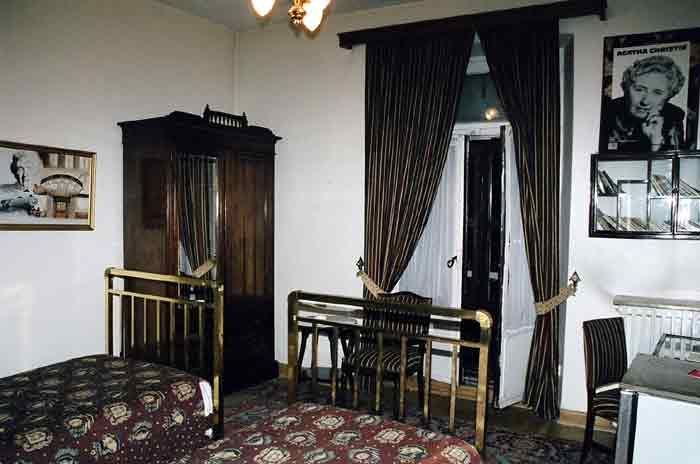
Номер Агати Крісті в стамбульському готелі «Пера Палас»

1930 року, подорожуючи по Іраку, на розкопках в Урі Крісті познайомилася з археологом Максом Маллоуеном, молодшим на 15 років, з яким одружилася. Агата Крісті говорила про свій шлюб, що для археолога жінка повинна бути якомога старшою, адже тоді її цінність значно зростає. З тих пір вона періодично проводила кілька місяців на рік у Сирії та Іраку в експедиціях разом з чоловіком. Цей період її життя знайшов відображення в автобіографічному романі «Розкажи, як ти живеш». У цьому шлюбі Крісті прожила все життя, до своєї смерті 1976 року.
Завдяки поїздкам Крісті разом із чоловіком на Близький Схід, події декількох її творів сталися саме там. Місцем дії інших романів — наприклад, «Десять негренят» (згодом перевиданий під назвою «І не лишилось жодного») — було місто Торк або його околиці, місце, де народилася Крісті. Роман «Убивство у „Східному експресі“» (1934) був написаний у готелі «Пера Палас» (англ. Hotel Pera Palace) у Стамбулі. У номері 411 готелю, де проживала Агата Крісті, тепер її меморіальний музей. Маєток Грінвей-Естейт (англ. The Greenway Estate) у Девоні, який пара купила 1938 року, знаходиться під захистом британського Товариства охорони пам'яток (англ. National Trust).
Крісті часто зупинялася в особняку Ебні-Голл у Чеширі, який належав її швагрові Джеймсу Воттсу (англ. James Watts). Дія принаймні двох творів Крісті — «Пригоди різдвяного пудингу» (оповідання також включено до однойменної збірки) і роману «Після похорону» — відбувалося саме в цьому маєтку. «Ебні став джерелом натхнення для Агати; звідси були взяті описи таких місць як Стайлз, Чімніз, Стоунгейтс й інших будинків, які в тій чи іншій мірі являють собою Ебні».
1956 року Агата Крісті нагороджена орденом Британської імперії, а 1971 року за досягнення в галузі літератури визнана гідною дворянського титулу дама (англ. Dame Commander), що вживається перед іменем. Трьома роками раніше, 1968 року, титулу Лицаря ордена Британської імперії за досягнення в галузі археології був удостоєний і чоловік Агати Крісті Макс Маллоуен.
1957 року письменниця очолила англійський Детективний клуб.

### Хвороба і смерть

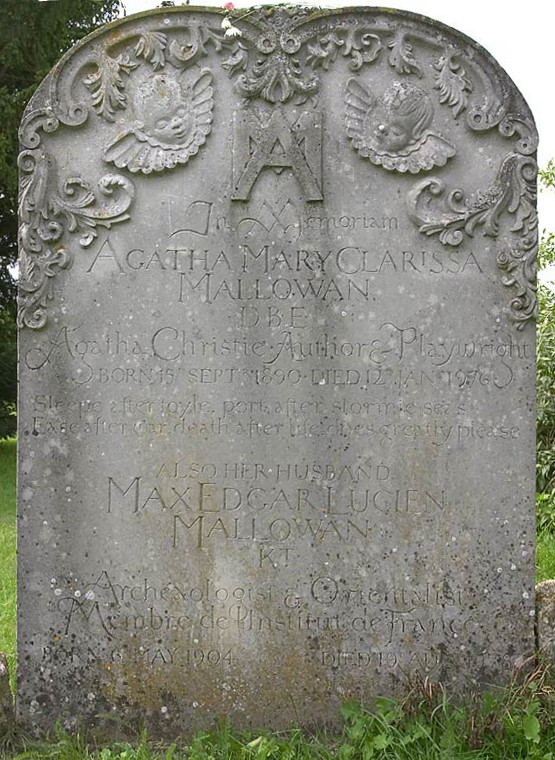
Надгробний камінь на могилі Агати Крісті

У період з 1971 до 1974 року здоров'я Крісті стало погіршуватися, але попри це вона продовжувала писати. Фахівці університету Торонто дослідили манеру письма Крісті в ці роки і висунули припущення, що Агата Крісті страждала на хворобу Альцгеймера.
1975 року, коли вона стала немічною, Крісті передала всі права на свою найуспішнішу п'єсу «Мишоловка» своєму онукові Метью Прічарду (англ. Matthew Prichard).
Письменниця померла 12 січня 1976 року в місті Воллінгфорд (Оксфордшир) після короткої застуди, що ускладнилася пневмонією, і була похована в селі Чолсі.
Автобіографія Агати Крісті, яку письменниця закінчила 1965 року, закінчується словами: «Спасибі тобі, Господи, за моє хороше життя і за всю ту любов, яка була мені дарована».
Єдина дочка Крісті — Розалінда Маргарет Гікс (англ. Rosalind Margaret Hicks) також прожила 85 років і померла 28 жовтня 2004 року в Девоні. Онук Агати Крісті Метью Прічард успадкував права на деякі літературні твори Агати Крісті, й досі його ім'я асоціюється з фондом Agatha Christie Limited.

## Творчість
У своєму інтерв'ю британській телекомпанії BBC 1955 року Агата Крісті розповіла, що проводила вечори за в'язанням у товаристві друзів чи сім'ї, а в цей час у голові в неї йшла робота з обдумування нової сюжетної лінії, до моменту, коли вона сідала писати роман, сюжет був готовий від початку до кінця. За її власним визнанням, ідея нового роману могла прийти де завгодно. Ідеї вносилися в спеціальну записну книжку, повну різних позначок про отрути, газетних дописів про злочини. Те саме відбувалося і з персонажами. В одного із створених Агатою персонажів був живий прототип — Майор Ернст Белчер (англ. Major Ernest Belcher), який свого часу був начальником першого чоловіка Агати Крісті — Арчибальда Крісті. Саме він став прототипом Педлера в романі 1924 року «Людина в коричневому костюмі» про полковника Рейса.
Агата Крісті не боялася порушувати у своїх творах соціальну проблематику. Наприклад, як мінімум у двох романах Крісті («П'ятеро поросят» і «Випробування невинуватістю») описувалися випадки судових помилок, пов'язаних зі смертною карою. Взагалі в багатьох книгах Крісті описуються різні негативні сторони англійського правосуддя того часу.
Письменниця жодного разу не зробила темою своїх романів злочини сексуального характеру. На відміну від сучасних детективів, у її творах практично немає сцен насильства, калюж крові й брутальності. «Детектив був розповіддю з мораллю. Як і всі, хто писав і читав ці книги, я була проти злочинця і за безневинну жертву. Нікому в голову прийти не могло, що настане час, коли детективи будуть читатися через те, що описуються в них сцени насильства, заради отримання садистського задоволення від жорстокості заради жорстокості…» — так писала вона в автобіографії. На її думку, такі сцени притупляють почуття жалю і не дозволяють читачеві зосередитися на головній темі роману.
Найкращим своїм твором Агата Крісті вважала роман «Десять негренят». Скелястий острівець, на якому відбувається дія роману, списаний з натури — це острів Бург у Південній Британії. Читачі також оцінили книгу — у неї найбільші продажі в магазинах, однак для дотримання політкоректності зараз вона продається під назвою «І не лишилось жодного».

### Еркюль Пуаро і міс Марпл

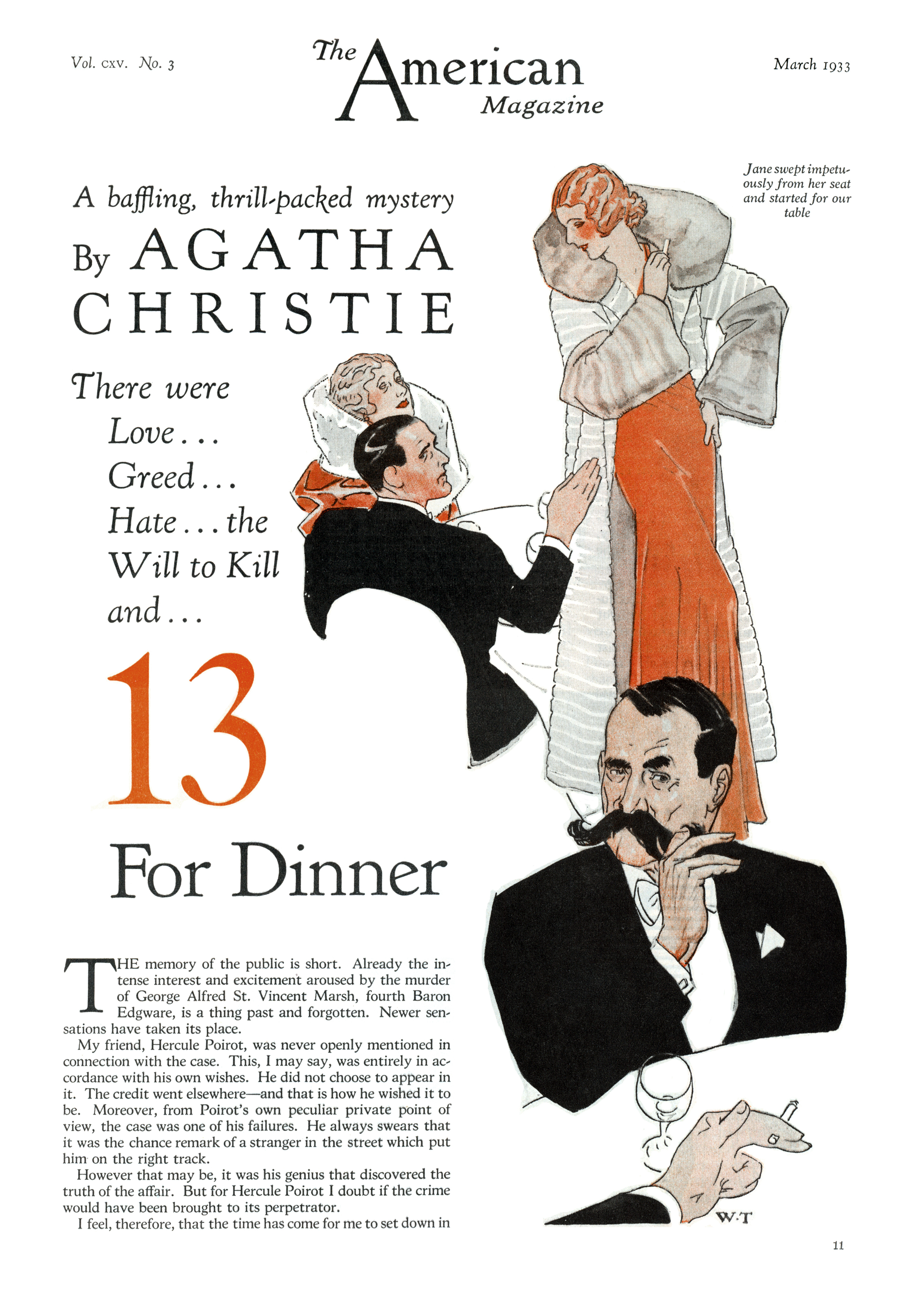
Раннє зображення Пуаро в The American Magazine, березень 1933 року

1920 року Крісті опублікувала свій перший детективний роман «Загадкова пригода в Стайлзі», який до цього був п'ять разів знехтуваний британськими видавцями. Незабаром у неї з'явилася ціла серія творів, в яких діє детектив-бельгієць Еркюль Пуаро: 33 романи і 54 розповіді.
Продовжуючи традицію англійських майстрів детективного жанру, Агата Крісті створила пару героїв: інтелектуала Еркюля Пуаро і комічного, старанного, але не дуже розумного капітана Гастінгса. Якщо Пуаро і Гастінгс були багато в чому скопійовані з Шерлока Холмса і доктора Ватсона, то літня діва міс Марпл є цікавим персонажем, що нагадує головних героїнь письменниць М. З. Бреддон і Ганни Кетрін Грін.
Міс Марпл з'явилася в оповіданні 1927 року «Вечірній клуб „Вівторок“» (англ. The Tuesday Night Club). Прообразом міс Марпл стала бабуся Агати Крісті, яка, за словами письменниці, «була незлостивою людиною, але завжди чекала найгіршого від усіх і вся, і з лякаючою регулярністю її очікування виправдовувалися».
Як і Артур Конан Дойл від Шерлока Холмса, Крісті втомилася від свого героя Еркюля Пуаро вже до кінця 1930-х років, але на відміну від Конан Дойля вона не зважилася «вбити» детектива, поки він був на піку популярності. За словами онука письменниці Метью Прічарда з придуманих нею героїв Крісті найбільше подобалася міс Марпл — «стара, розумна, традиційна англійська леді».
Під час Другої світової війни Крісті написала два романи — «Завіса» (1940) та «Сонне вбивство», — якими передбачала закінчити серії романів про Еркюля Пуаро і міс Марпл, відповідно. Проте книги були опубліковані лише в 1970-х роках.

### Інші детективи
- Полковник Рейс (англ. Colonel Race) з'явився у чотирьох романах Агати Крісті. Полковник — агент британської розвідки, він їздить по світу в пошуках міжнародних злочинців. Рейс є співробітником відділу шпигунства MI5. Це високий, добре складений, засмаглий чоловік. Уперше він з'явився в романі «Людина у коричневому костюмі» — шпигунському детективі, події якого розгортаються в Південній Африці. Він також став персонажем у двох романах про Еркюля Пуаро «Карти на стіл» і «Смерть на Нілі», де допомагав Пуаро в його розслідуванні. Остання поява Рейса — роман 1944 року «Блискучий ціанід», де він розслідує вбивство свого старого друга. У цьому романі Рейс уже досяг похилого віку.
- Паркер Пайн (англ. Parker Pyne) — герой 12 оповідань, що увійшли до збірки «Паркер Пайн веде слідство», а також частково до збірок «Таємниця регати та інші історії» і «Проблема у Пол'єнсі та інші історії». Серія про Паркера Пайна не є детективною прозою в загальноприйнятому розумінні. В основі сюжету звичайно лежить не злочин, а історія клієнтів Пайна, які з різних причин незадоволені своїм життям. Саме ці невдоволення і приводять клієнтів в агентство Пайна. У цій серії творів вперше з'являється міс Лемон, яка залишить роботу у Пайна, щоб влаштуватися секретарем до Еркюля Пуаро.
- Томмі і Таппенс Бересфорд (англ. Tommy and Tuppence Beresford), повні імена Томас Бересфорд і Пруденс Кауль, — молода сімейна пара детективів-аматорів, яка вперше з'явилася ще не одруженими в романі «Таємничий суперник» 1922 року. Вони починають своє життя з шантажу (заради грошей і з інтересу), але незабаром виявляють, що приватний розшук приносить більше грошей і задоволень. 1929 року Таппенс і Томі з'явилися у збірці оповідань «Партнери по злочину», 1941 року — у «Н чи М?», 1968 року — у «У мене пальці засвербіли», востаннє — у романі «Брами долі» 1973 року, який став останнім написаним романом Агати Крісті, хоча і не останнім опублікованим. На відміну від інших детективів Аґати Крісті, Томмі і Таппенс старіють разом з реальним світом і з кожним наступним романом. Так, в останньому романі, де вони з'являються, їм під сімдесят.
- Суперінтендант Баттл (англ. Superintendent Battle) — вигаданий детектив, герой п'яти романів Агати Крісті. Баттлу доручаються педантичні справи, пов'язані з таємними товариствами та організаціями, а також справи, які зачіпають інтереси держави і державну таємницю. Суперінтендант — дуже успішний співробітник Скотланд-Ярду; він культурний і інтелігентний поліцейський, рідко показує свої емоції. Оскільки Крісті мало про нього розповідає, походження Баттла залишається невідомим. Про сім'ю Баттла відомо, що його дружину звуть Мері і що у них п'ятеро дітей.

### Романи, повісті
- Крісті, Агата. Вбивство відбудеться в п’ятницю = A Murder Is Announced : роман // Прапор. — 1985. — № 6—10.
  - Крісті, Аґата. Оголошено вбивство = A Murder Is Announced : [роман] / пер. з англ. В. Шовкуна. — Х. : Книжковий Клуб «Клуб Сімейного Дозвілля», 2010. — 240 с. — ISBN 978-966-14-0905-6.
    - [Те ж]. — 2018. — 298 с. — ISBN 978-617-12-4567-9.
- Крісті, Аґата. Вбивство у Східному Експресі = Murder on the Orient Express / переклав з англ. Андрій Сметюх. — [Б. м.] : [б. в.], 2015.
  - [Те ж] / пер. з англ. Надії Хаєцької. — Х. : Книжковий Клуб «Клуб Сімейного Дозвілля», 2017. — 286 с. — ISBN 978-617-12-3880-0.
- Крісті, Аґата. Випробування невинуватістю = Ordeal by Innocence : [роман] / пер. з англ. Надії Хаєцької. — Х. : Книжковий Клуб «Клуб Сімейного Дозвілля», 2018. — 288 с. — ISBN 978-617-12-4534-1.
- Крісті, Аґата. Гра дзеркал = They Do It with Mirrors : [роман] / пер. з англ. В. Шовкуна. — Х. : Книжковий Клуб «Клуб Сімейного Дозвілля», 2009. — 240 с. — ISBN 978-966-14-0274-3.
- Кристі, Аґата. Забуте вбивство = Sleeping Murder : [роман] / пер. з англ. В. Шовкуна. — Х. : Книжковий Клуб «Клуб Сімейного Дозвілля», 2010. — 240 с. — ISBN 978-966-14-0581-2.
- Крісті, Аґата. І не лишилось жодного = And Then There Were None : [роман] / пер. з англ. Надії Хаєцької. — Х. : Книжковий Клуб «Клуб Сімейного Дозвілля», 2018. — 283 с. — ISBN 978-617-12-4103-9.
- Крісті, Аґата. Карибська таємниця = A Carribean Mystery : [роман] / пер. з англ. В. Шовкуна. — Х. : Книжковий Клуб «Клуб Сімейного Дозвілля», 2011. — 240 с. — ISBN 978-966-14-1022-9.
  - [Те ж]. — 2017. — 256 с. — ISBN 978-617-12-3861-9.
- Крісті, Аґата. Кишеня, повна жита = A Pocket Full of Rye : [роман] / пер. з англ. В. Шовкуна. — Х. : Книжковий Клуб «Клуб Сімейного Дозвілля», 2012. — 318 с.
  - [Те ж]. — 2017. — 288 с. — ISBN 978-617-12-3860-2. — ISBN 978-0-06-207365-5 (англ.).
- Дзвінок у двері = The Doorbell Rang : роман / Рекс Стаут ; пер. з англ. О. Логвиненко. Кожному своє = A ciascuno il suo : повість / Л. Шаша ; пер. з італ. А. Перепадя та В. Шовкун. На кого вкаже палець = The Moving Finger : роман / А. Крісті ; пер. з англ. В. Мусієнко. — К. : Молодь, 1983. — 351 с. — (Зарубіжний детектив).
  - Кристі, Аґата. Перст провидіння = The Moving Finger : [роман] / пер. з англ. В. Шовкуна. — Х. : Книжковий Клуб «Клуб Сімейного Дозвілля», 2009. — 240 с.
- Крісті, Аґата. Немезида = Nemesis : [роман] / пер. з англ. В. Шовкуна. — Х. : Книжковий Клуб «Клуб Сімейного Дозвілля», 2009. — 237 с.
- Крісті, Аґата. Поїзд о 4:50 з Педдінґтона = 4:50 from Paddington : [роман] / пер. з англ. В. Шовкуна. — Х. : Книжковий Клуб «Клуб Сімейного Дозвілля», 2012. — 318 с.
  - [Те ж]. — 2017. — 288 с. — ISBN 978-617-12-4177-0.
- Крісті, Аґата. Таємнича пригода в Стайлзі = The Mysterious Affair at Styles : [роман] / пер. з англ. Надії Хаєцької. — Х. : Книжковий Клуб «Клуб Сімейного Дозвілля», 2018. — 282 с. — ISBN 978-617-12-4768-0.
- Крісті, Агата. Три повісті / пер. з англ. — К. : Радянський письменник, 1971. — Зм.: Запізніла розплата = The Murder on the Links / пер. В. Хижняка ; Таємниця індіанського острова = Ten Little Niggers / пер. В. Хазіна ; П'ятеро поросят = Five Little Pigs / пер. Ю. Лившиця та М. Олійника.
  - Крісті, Агата. Запізніла розплата. Таємниця індіанського острова = The Murder on the Links. Ten Little Niggers : романи / пер. з англ. — К. : Дніпро, 1991. — 304 с. — Надруковано за вид.: Крісті А. Три повісті. К. : Радянський письменник, 1971. — Зм.: Запізніла розплата / пер. В. Хижняка, с. 5—153 ; Таємниця індіанського острова / пер. В. Хазіна, с. 154—303. — ISBN 5-308-01222-9.
  - Крісті, Агата. Інспектор Пуаро та інші : повісті / пер. з англ. — Донецьк : Донбас, 1991. — 447, [2] с. — Зм.: Запізніла розплата / пер. В. Хижняка, с. 3—147 ; Таємниця індіанського острова / пер. В. Хазіна, с. 148—295 ; П’ятеро поросят / пер. Ю. Лившиця та М. Олійника, с. 296—448. — ISBN 5-7740-0381-7.
- Крісті, Аґата. Тріснуло дзеркало = The Mirror Crack’d from Side to Side : [роман] / пер. з англ. В. Шовкуна. — Х. : Книжковий Клуб «Клуб Сімейного Дозвілля», 2011. — 318 с.
  - [Те ж]. — 2017. — 288 с. — ISBN 978-617-12-4102-2.
- Крісті, Агата. У готелі Бертрама = At Bertram’s Hotel : роман / з англ. переклав Євген Левченко // Всесвіт. — 1999. — № 8. — С. 9—69 ; № 9/10. — С. 12—45.
- Крісті, Аґата. Убивства за абеткою = The A.B.C. Murders : [роман] / пер. з англ. Надії Хаєцької. — Х. : Книжковий Клуб «Клуб Сімейного Дозвілля», 2018. — 288 с. — ISBN 978-617-12-5126-7.
- Крісті, Аґата. Убивство в будинку вікарія = The Murder at the Vicarage : [роман] / пер. з англ. В. Шовкуна. — Х. : Книжковий Клуб «Клуб Сімейного Дозвілля», 2011. — 318 с.
- Крісті, Аґата. Убивство Роджера Екройда = The Murder of Roger Ackroyd : [роман] / пер. з англ. Надії Хаєцької. — Х. : Книжковий Клуб «Клуб Сімейного Дозвілля», 2018. — 288 с. — ISBN 978-617-12-4562-4.

### Оповідання
- Крісті, Агата. Любов незнайомця = Love of a Stranger [ориг.: Philomel Cottage] / з англ. переклав Микола Дмитренко // Всесвіт. — 1988. — № 9. — С. 94—106.
- Крісті, Агата. Крадіжка в готелі «Гранд-метрополітен» = The Jewel Robbery at the Grand Metropolitan / з англ. переклав Олександр Парунов // Всесвіт. — 1989. — № 8. — С. 92—101.
- Крісті, Аґата. Приборкання Цербера (Подвиги Геркулеса XII) = The Capture of Cerberus / з англ. переклала Наталя Дьоміна // Всесвіт. — 2010. — № 1—2. — С. 233—246.
- Крісті, Агата. Свідок обвинувачення = The Witness for the Prosecution / з англ. переклала Юлія Романовська // Всесвіт. — 1984. — № 2. — С. 184. — Зазначено у змісті; на вказаній  с. відсутнє.
- Крісті, Аґата. Свідок обвинувачення та інші історії = The Witness for the Prosecution and Other Stories : [зб. оповідань] / пер. з англ. Надії Хаєцької. — Х. : Книжковий Клуб «Клуб Сімейного Дозвілля», 2016. — 282 с. — ISBN 978-617-12-4295-1.
  - [Те ж]. — 2-ге вид., стер. — 2017. — 283 с. — ISBN 978-617-12-4110-7.
- Крісті, Аґата. Тринадцять загадкових випадків = The Thirteen Problems : [зб. оповідань] / пер. з англ. В. Шовкуна. — Х. : Книжковий Клуб «Клуб Сімейного Дозвілля», 2008. — 240 с.
- Крісті, Агата. Червоний сигнал = The Red Signal / з англ. переклав Андрій Євса // Всесвіт. — 1986. — № 5. — С. 185—192.

### Про Агату Крісті
- Крісті Агата // Кантата — Кулики. — К. : Головна редакція Української радянської енциклопедії, 1980. — С. 531. — (Українська радянська енциклопедія : у 12 т. ; 1977—1985, т. 5).
- Крісті Агата / Н. Д. Дроботько // К — Н. — К. : Українська енциклопедія, 1995. — С. 67. — (Українська літературна енциклопедія : у 6 т. ; 1988—, т. 3).
- Крісті Агата // Зарубіжні письменники : енциклопедичний довідник : у 2 т. / за ред. Н. Михальської та Б. Щавурського. — Тернопіль : Навчальна книга — Богдан, 2005. — А — К. — С. 797. — ISBN 966-692-578-8.
- Войтко, Аріадна. Спочатку було вбивство… // Дзеркало тижня. — 2015. — 11 вересня.
- Войтко, Аріадна. Троянда з Букінгемського саду. — К. : КМ-БУКС, 2018. — 264 с. — ISBN 978-966-948-050-7.
- Улюра Г. А. Ніч на Венері : 113 письменниць, які сяють у темряві. — ArtHuss, 2020. — 464 с. — ISBN 978-617-7799-43-5.
- (ru) Хэк, Ричард. Герцогиня смерти : Биография Агаты Кристи = Duchess of Death : The Unauthorized Biography of Agatha Christie. — М. : КоЛибри : Азбука-Аттикус, 2011. — 464 с. — ISBN 978-5-389-01898-3.

## Пам'ять

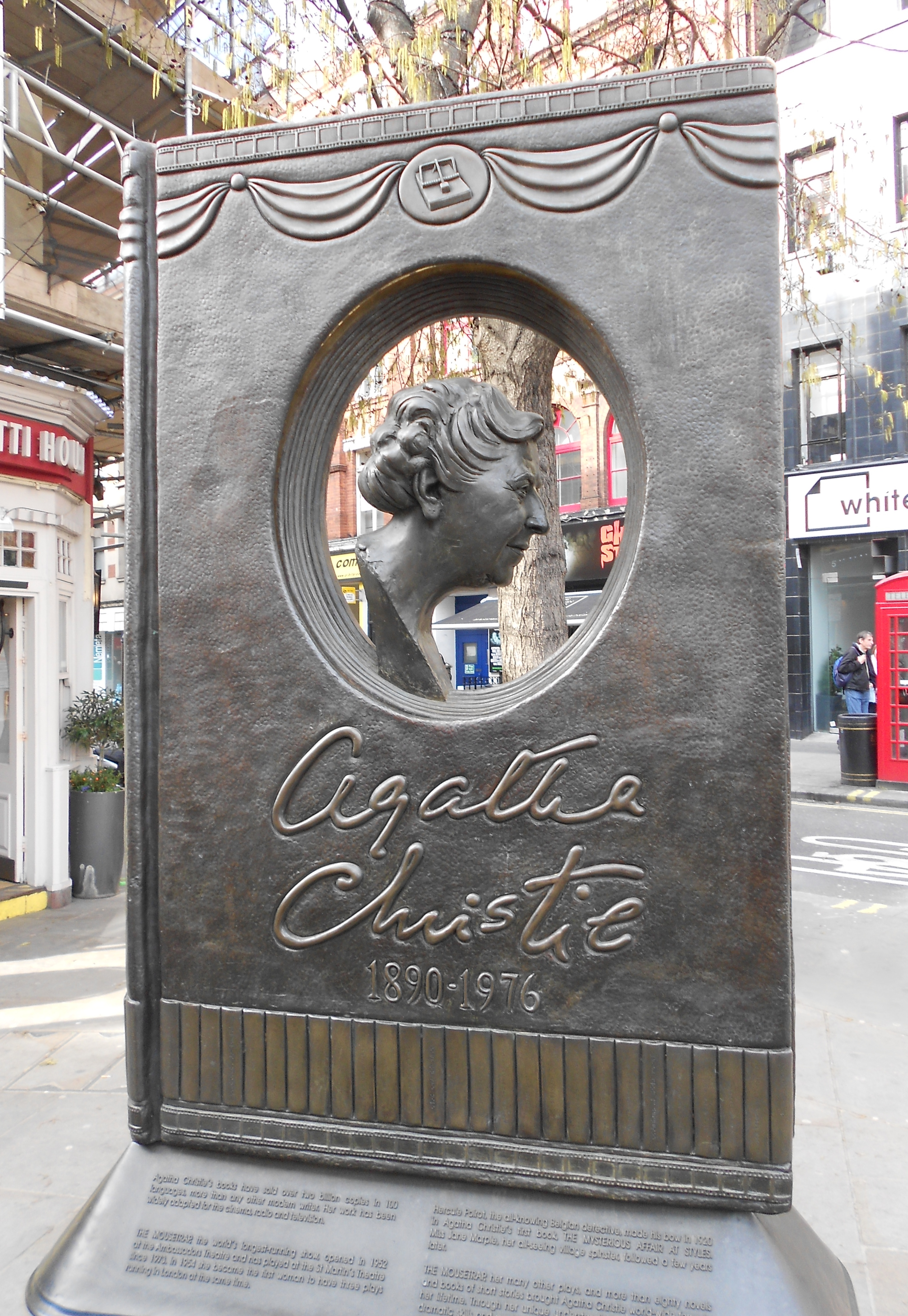
Пам'ятник Агаті Крісті у театральному районі Лондона, у самому центрі Ковент-Гардена (скульптор Бен Твістон-Девіс)

- 1985 року на її честь названо кратер Крісті на Венері.
- 1988 року на її честь була названа російський рок-гурт «Агата Крісті».
- 2007 року на сходах імені Агати Крісті в Пуерто-де-ла-Крус на Тенерифе (район Ла-Пас, вулиця Сан-Амаро) було встановлено погруддя як пам'ять про перебування тут письменниці в 1927 році.
- 25 листопада 2012 року, до 60-річчя п'єси «Мишоловка», відбулося відкриття пам'ятника Агаті Крісті у театральному районі Лондона, у самому центрі Ковент-Гардена (скульптор Бен Твістон-Девіс)
- У місті Монтобан (Франція) є вулиця на честь письменниці (44°00′29.1″ пн. ш. 1°22′55.0″ сх. д. / 44.008083° пн. ш. 1.381944° сх. д.).